# Irina Rodríguez
Irina Rodríguez, född den 16 september 1977 i Barcelona, Spanien, är en spansk konstsimmare.
Hon tog OS-silver i lagtävlingen i konstsim i samband med de olympiska konstsimstävlingarna 2008 i Peking.